# World Games 2025/Boules
Bei den World Games 2025 in Chengdu werden vom 14. bis 17. August 6 Wettbewerbe im Boules ausgetragen. Austragungsort ist der Boules Sports Court auf dem Sancha Lake Campus der Chengdu Sport University.

## Bilanz

### Medaillenspiegel
| Platz  | Land       | Gold | Silber | Bronze | Gesamt |
| ------ | ---------- | ---- | ------ | ------ | ------ |
| 1      | Tunesien   | 2    | –      | –      | 2      |
| 2      | China      | 1    | 2      | –      | 3      |
| 3      | Italien    | 1    | 1      | 1      | 2      |
| 4      | Frankreich | 1    | –      | 2      | 3      |
| 5      | Benin      | 1    | –      | –      | 1      |
| 6      | Thailand   | –    | 1      | 2      | 2      |
| 7      | Slowenien  | –    | 1      | 1      | 2      |
| 8      | Türkei     | –    | 1      | –      | 1      |
| Gesamt | Gesamt     | 6    | 6      | 6      | 12     |

### Medaillengewinner
Männer
| Disziplin                     | Gold                   | Silber                 | Bronze                 |
| ----------------------------- | ---------------------- | ---------------------- | ---------------------- |
| Präzisions-Schießspiel Einzel | Frédéric Marsens (FRA) | Gašper Povh (SLO)      | Ivan Soligon (ITA)     |
| Pétanque Einzel               | Marcel Gbetable (BEN)  | Andrea Chiapello (ITA) | Ratchata Khamdee (THA) |

Frauen
| Disziplin                     | Gold                          | Silber            | Bronze                     |
| ----------------------------- | ----------------------------- | ----------------- | -------------------------- |
| Präzisions-Schießspiel Einzel | Wang Chenyi (CHN)             | İnci Öztürk (TUR) | Jacqueline Košir (SLO)     |
| Pétanque Einzel               | Mouna Beji Ep Mattoussi (TUN) | Yan Linlin (CHN)  | Nantawan Fueangsanit (THA) |

Mixed
| Disziplin                     | Gold                                                    | Silber                                        | Bronze                                  |
| ----------------------------- | ------------------------------------------------------- | --------------------------------------------- | --------------------------------------- |
| Präzisions-Schießspiel Doppel | Ivan Soligon / Natalie Gamba (ITA)                      | Zhang Xiaohui / Wang Chenyi (CHN)             | Frédéric Marsens / Lisa Gouilloud (FRA) |
| Pétanque Doppel               | Mohamed Khaled Bougriba / Mouna Beji Ep Mattoussi (TUN) | Ratchata Khamdee / Nantawan Fueangsanit (THA) | Lucas Desport / Sandrine Poinsot (FRA)  |